# Wet van Gauss
De wet van Gauss geeft in de natuurkunde de relatie weer tussen de elektrische flux door een gesloten oppervlak en de elektrische lading binnen het oppervlak. Dit is een toepassing van de divergentiestelling van Gauss uit de analyse.

## Integraalvorm
In integraalvorm luidt de relatie:
{\textstyle \Phi =\oiint _{A}{\vec {E}}\cdot \mathrm {d} {\vec {A}}={1 \over \varepsilon _{0}}\iiint _{V}\rho \,\mathrm {d} V={1 \over \varepsilon _{0}}Q}
Daarbij is {\textstyle \Phi } de elektrische flux, {\displaystyle {\vec {E}}} het elektrische veld, {\displaystyle \mathrm {d} {\vec {A}}}  de oppervlakte van een infinitesimaal gebiedje op het gesloten oppervlak {\displaystyle A=\partial V} met een naar buiten gerichte normaalvector die zijn richting bepaalt, {\displaystyle Q} is de netto lading die omsloten wordt door het integratie-oppervlak, {\displaystyle \varepsilon _{0}} is de permittiviteit in vacuüm en {\textstyle \oiint _{A}} de integraal over het oppervlak {\displaystyle A} om het volume {\displaystyle V}.
Hierbij maakt het niet uit waar de lading zich binnen het oppervlak bevindt, of hoe de lading binnen het oppervlak is verdeeld.

## Differentiaalvorm
In differentiaalvorm wordt de vergelijking:
{\displaystyle \operatorname {div} {\vec {E}}=\nabla \cdot {\vec {E}}=\rho /\varepsilon _{0}}
waarin {\displaystyle \operatorname {div} {\vec {E}}} de divergentie van het elektrische veld {\displaystyle {\vec {E}}} is en {\displaystyle \rho } de ladingsdichtheid.

### Diëlektricum
In een diëlektricum kan de wet van Gauss voor de elektrische verplaatsing {\displaystyle {\vec {D}}} toegepast worden:
{\displaystyle \nabla \cdot {\vec {D}}=\rho }
Daarin is {\displaystyle \rho } de vrije elektrische ladingsdichtheid exclusief de dipolen die in het materiaal liggen.
Als {\displaystyle {\vec {D}}} wordt uitgedrukt in C/m2, is de eenheid van {\displaystyle \rho } C/m3.
Voor een lineair materiaal wordt de vergelijking:
{\displaystyle \varepsilon \nabla \cdot {\vec {E}}=\rho },
waarin {\displaystyle \varepsilon } de van {\displaystyle {\vec {E}}} onafhankelijke elektrische permittiviteit is.
Is {\displaystyle \varepsilon } ook onafhankelijk van de plaats, dan kan dit worden herschreven als:
{\displaystyle \nabla \cdot {\vec {E}}={\rho  \over \varepsilon }}.

## Poissonvergelijking
Een elektrisch veld is rotatievrij en bezit daarom een potentiaal {\displaystyle V}. Er geldt:
{\displaystyle {\vec {E}}=-\nabla V}
Past men de differentiaalvorm toe, dan ontstaat de poissonvergelijking voor de potentiaal.
{\displaystyle \nabla \cdot {\vec {E}}=-\nabla \cdot \nabla V=-\Delta V={\rho  \over \varepsilon _{0}}}
of:
{\displaystyle \Delta V=-{\rho ({\vec {r}}) \over \varepsilon _{0}}}
waarin {\displaystyle \Delta } de laplace-operator is.

## Wet van Coulomb
In het speciale geval van een boloppervlak met een centrale lading, staat het elektrisch veld loodrecht op het oppervlak, met dezelfde grootte in alle punten, wat in vacuüm deze eenvoudiger uitdrukking levert:
{\displaystyle E(r)={\frac {Q}{4\pi \varepsilon _{0}r^{2}}}}
met {\displaystyle E} de elektrische veldsterkte op straalafstand {\displaystyle r} buiten de bol tot het middelpunt van de bol is, {\displaystyle Q} de ingesloten lading en {\displaystyle \varepsilon _{0}} de permittiviteit van het vacuüm. Er geldt
{\displaystyle \varepsilon _{0}=8{,}854187817\cdot 10^{-12}} F/m.
De bekende omgekeerde afhankelijkheid van het elektrisch veld van het kwadraat van de afstand, in de wet van Coulomb, volgt dus uit de wet van Gauss.
De stelling van Gauss kan gebruikt worden om aan te tonen dat er geen elektrisch veld is binnen een Kooi van Faraday zonder elektrische ladingen. De wet van Gauss is het elektrostatisch equivalent van de wet van Ampère, die magnetisme behandelt. Beide vergelijkingen werden later geïntegreerd in de wetten van Maxwell.
De stelling werd geformuleerd door Carl Friedrich Gauss in 1835, maar werd pas na zijn dood in 1867 gepubliceerd.

## Divergentiestellingen van Gauss
De wetten van Gauss voor het elektrisch en magnetisch veld zijn speciale gevallen van de divergentiestelling:
{\displaystyle \iiint \limits _{V}\left(\nabla \cdot {\vec {F}}\right)dV=\iint \limits _{S}{\vec {F}}\cdot d{\vec {S}}}
Hieruit volgt dat
{\displaystyle \nabla \cdot {\vec {E}}=\rho /\varepsilon _{0}}, de wet van Gauss voor elektrische velden
en
{\displaystyle \nabla \cdot {\vec {B}}=0} voor magnetische velden
Deze twee wetten horen beide tot de wetten van Maxwell en worden de divergentiestellingen van Gauss genoemd.
De divergentiestelling heeft soms een toepassing voor andere fysische grootheden die omgekeerd evenredig zijn met een kwadraat, zoals zwaartekracht, magnetisch veld of de intensiteit van straling, volgens de omgekeerde kwadratenwet. Deze varianten van de wet van Gauss wijken enigszins af: het zwaartekrachtsveld kent geen negatieve massa en het magnetische veld ontbeert monopolen, zodat {\displaystyle \nabla \cdot B=0} in plaats van de dichtheid {\displaystyle \rho }.